# Helius (Helius) luachimoensis
Helius (Helius) luachimoensis is een tweevleugelige uit de familie steltmuggen (Limoniidae). De soort komt voor in het Afrotropisch gebied.